# Yichun (Jiangxi)
 For alternative betydninger, se Yichun. (Se også artikler, som begynder med Yichun)
Yichun (kinesisk: 宜春 ; pinyin: Yíchūn) er et bypræfektur i den kinesiske provins Jiangxi.
Det har et areal på 18.669 km², hvoraf 50% er skov, 35% bjerge. Præfekturet har en samlet befolkning på 5.390.000 indbyggere (2007).
I Yichun tales en dialekt af det kinesiske sprog der kaldes gan.

## Administrative enheder
Yichun består af et bydistrikt, tre byamter og seks amter:
- Bydistriktet Yuanzhou – 袁州区 Yuánzhōu Qū ;
- Byamtet Fengcheng – 丰城市 Fēngchéng Shì ;
- Byamtet Zhangshu – 樟树市 Zhāngshù Shì ;
- Byamtet Gao'an – 高安市 Gāo'ān Shì ;
- Amtet Fengxin – 奉新县 Fèngxīn Xiàn ;
- Amtet Wanzai – 万载县 Wànzǎi Xiàn ;
- Amtet Shanggao – 上高县 Shànggāo Xiàn ;
- Amtet Yifeng – 宜丰县 Yífēng Xiàn ;
- Amtet Jing'an – 靖安县 Jìng'ān Xiàn ;
- Amtet Tonggu – 铜鼓县 Tónggǔ Xiàn.

## Trafik
Kinas rigsvej 320 går gennem området. Den begynder i Shanghai og går mod sydvest til grænsen mellem provinsen Yunnan og Burma. Undervejs passerer den blandt andet Hangzhou, Nanchang, Guiyang, Kunming og Dali.